# Estación de San Martín de la Vega
San Martín de la Vega fue una estación de ferrocarril situada en el municipio español de San Martín de la Vega, en la Comunidad de Madrid, estando ubicada al norte del casco urbano en una zona aún no urbanizada, cercana al Parque Enrique Tierno Galván. Su tarifa correspondía a la zona «B3» según el Consorcio Regional de Transportes.
La estación contaba con un andén central y otros dos laterales, para un total de tres vías.

## Situación ferroviaria
Las instalaciones se encontraban situadas en el punto kilométrico 15,355 de la línea férrea de ancho ibérico Pinto-San Martín de la Vega.

## Estado actual
Actualmente el servicio entre Pinto y Estación Warner está suspendido, de hecho la catenaria se comenzó a retirar en noviembre de 2013. Tras más de una década sin funcionamiento se encuentra en un estado pésimo sufrido por el abandono y el vandalismo. La comunidad de Madrid mandó a desmantelar las vías, las catenarias, los andenes y tapear los andenes. Actualmente solo han desmantelado las catenarias, los andenes y el interior de la estación.
El aparcamiento de la estación solía ser usado por algunas personas para hacer drifting, incluso una autoescuela lo utilizó para dar sus prácticas.
A finales de 2023, el acceso a este aparcamiento fue cerrado, sin embargo el 29 de septiembre de ese mismo año, la Comunidad de Madrid anunció que restaurará la estación, debido al peligro que suponen las instalaciones cerradas en abril de 2012, lo primero a realizar será limpiar el parking, la entrada y toda la estación, si bien esto no se ha confirmado al 100%.